# جيم بارنز
جيم بارنز (بالإنجليزية: James George Barnes)‏ هو سياسي نيوزلندي، ولد في 24 سبتمبر 1908 في دنيدن في نيوزيلندا، وتوفي في 6 يونيو 1995. حزبياً، نشط في الحزب الوطني في نيوزيلندا. وقد انتخب عضو مجلس النواب النيوزيلندي.